# Зоран Кулич
Зоран Кулич (серб. Зоран Кулић/Zoran Kulić, нар. 19 серпня 1975, Земун) — сербський футболіст, півзахисник.

## Клубна кар'єра
Першим професійним клубом Зорана був «Єдинство» (Сурчин), в якому він відіграв лише сезон 1994/95 років. Своєю грою привернув увагу більш іменитого сербського Хайдука (Кула), за який виступав до 1999 року. У 2000 році перейшов до македонського «Сілексу». У січні 2001 року перейшов до київського «Динамо», разом з Гораном Говранчичем, підписавши п'ятирічний контракт. Виступав за «Динамо-3» і «Динамо-2». Також включався в заявку на матчі основного складу «Динамо». Незабаром Кулич повернувся на батьківщину. Потім грав за «Младост» (Лучані), «Смедерево», «Будучность» (Банатски Двор). З 2006 року по 2007 рік виступав за «Банат».